# Автомонов, Владимир Владимирович
Влади́мир Влади́мирович Автомо́нов (род. 4 июня 1974, Красный Луч, Ворошиловградская область) — российский оперный певец (лирический баритон), участник телевизионной программы «Романтика романса» ВГТРК «Культура».
Окончил Волгоградскую консерваторию им П. А. Серебрякова (1999 г.) и аспирантуру Московской академии хорового искусства им. В. С. Попова (2004 г., класс профессора С. Г. Нестеренко).

## Творческая деятельность
Сольную карьеру начал в 19-летнем возрасте в Волгоградском музыкальном театре «Волгоградская оперная антреприза» (ныне «Царицынская опера»). С 2005 по 2006 гг. являлся солистом-вокалистом Московского государственного академического камерного музыкального театра под художественным руководством Б. А. Покровского.
С 2006 г. сотрудничает с Московской государственной академической филармонией. С 2007 является солистом оперного театра Московской государственной консерватории имени П. И. Чайковского. С 2010 года работает солистом Губернаторского оркестра Московской области.
В мае 2008 года, в рамках «Международного фестиваля Русская музыка на Балтике», состоялся сольный концерт Владимира Автомонова в сопровождении камерного оркестра театра «Deutsche Oper Berlin». В январе 2009 года с Детским хором Большого театра России участвовал в концертах в рамках Рождественского фестиваля в Литве. В июне 2009 г. Владимир Автомонов принимал участие в концертном исполнении оперы С. В. Рахманинова «Монна Ванна» (партия Гвидо) в Большом зале Московской консерватории (дирижер В. Ашкенази). Неоднократно выступал с сольными концертами в Литве (г. Вильнюс, г. Каунас, г. Висагинес — 2007, 2008, 2009, 2010 г.) и участвовал в творческих проектах таких дирижёров как В. Федосеев, В. Ашкенази, Н. Калинин, В. Андропов, В. Халилов, М. Аркадьев, А. Паулавичюс и др.
В мае 2012 года принимал участие в инаугурации Губернатора Московской области С. К. Шойгу.
Владимира Автомонов является первым исполнителем вокальной поэмы Георгия Свиридова «Отчалившая Русь» в оркестровой версии Дмитрия Батина (ноябрь 2015, Нижний Новгород, дирижёр — Иван Стольников). Также является первым исполнителем партии Шипучина в мировой премьере оперы «Юбилей» Владислава Агафонникова (октябрь 2016, БЗК МГК им. П. И. Чайковского, дирижёр — Вячеслав Валеев).
Исполнитель партии баритона в московской премьере оратории — мистерии Александра Сойникова «Роза Мира» (17 марта 2017, БЗК МГК им. П. И. Чайковского, дирижёр — Владимир Федосеев).
Владимира Автомонов проводил гастроли в Германии, Австрии, Испании, Нидерландах, Великобритании, Греции, Литве.
Выступает с такими оркестрами как Большой симфонический оркестр им. П. И. Чайковского (художественный руководитель В. И. Федосеев), Камерный оркестр театра «Deutsche Oper Berlin», Академический оркестр русских народных инструментов им. Н. Н. Некрасова ВГТРК, Национальный академический оркестр народных инструментов России им. Н. П. Осипова и др.

## Фестивали
- «Международный фестиваль оперного искусства» (2004 г.);
- «Возрождение» (2007 г.);
- «Россия молодая» (2007 г.);
- «Голоса XXI века» (2008,2009 гг.),
- «II Международный фестиваль Русская музыка на Балтике» (2008 г.);
- «XI Международный фестиваль русской духовной музыки» (2009 г.);
- "Международный фестиваль классической музыки «Primavera — classica» (2009 г.);
- "Международный фестиваль «Классика OPEN FEST» (2010 г.);
- "Международный фестиваль «Grata novitas» (2014 г.);
- «Шаляпинские сезоны» (2017, 2018 гг.)[13].

## Конкурсы
- Международный конкурс музыки Сергея Рахманинова, лауреат I премии (Гран-при не присуждалось), Санкт-Петербург, 2001 год;[14]
- Международный конкурс «Современное искусство и образование» («Музы мира»), лауреат I премии, Москва, 2006 год;[15]
- Международный вокальный конкурс «Романсиада без границ 2016», Гран-при, Москва, 2016 год[16].

## Благотворительность
- Благотворительный вечер Московского банка Сбербанка России и фонда «Спасибо Вам, Люди!» 27 февраля 2014 года[17]
- Концерт в ГКУ ВО «Покровский детский дом» 12 декабря 2014 года[18]
- Благотворительный концерт-акция «Новогодняя Москва — новогоднему Донбассу!» 15 декабря 2015 года[19]
- Благотворительный концертный марафон «Мир Добра» 18-19 июня 2016 года[20]
- Благотворительный концерт «Дорогая Елена Витальевна…» 16 января 2016 года[21]
- Благотворительный вечер-концерт памяти Доктора Лизы в поддержку детей Донбасса 20 февраля 2017 года[22]
- Благотворительный концерт «Симфония добра» благотворительного фонда «Абсолют-Помощь» в рамках фестиваля «Музыка под Небом», 28 мая 2017 года[23]
- Концерт Благотоворительного фонда «Родом из Детства» в парке «Сокольники» 16 июня 2017год[24]
- Неоднократные Благотворительные выступления в ДНР[25][26]

## Репертуар
- «Евгений Онегин» (П. И. Чайковский) — Онегин
- «Пиковая дама» (П. И. Чайковский) — Елецкий
- «Пиковая дама» (П. И. Чайковский) — Томский
- «Иоланта» (П. И. Чайковский) — Роберт, герцог Бургундский
- «Царская невеста» (Н. А. Римский-Корсаков) — Грязной
- «Снегурочка» (Н. А. Римский-Корсаков) — Мизгирь
- «Алеко» (С. В. Рахманинов)
- «Монна Ванна» (С. В. Рахманинов) — Гвидо
- «Свадьба Фигаро» (В. А. Моцарт) — Фигаро
- «Кармен» (Ж. Бизе) — Эскамильо
- «Риголетто» (Дж. Верди) — Монтерон
- Партии баритона в кантате «Москва» П. И. Чайковского и кантате «Весна» С. В. Рахманинова

Камерные произведения русских и западных композиторов: М. И. Глинки, П. И. Чайковского, П. П. Булахова, А. С. Даргомыжского, Н. А. Римского-Корсакова, С. В. Рахманинов, Г. В. Свиридова, В. А. Гаврилина, И. С. Баха, И. Гайдна, Ф.Шуберта, Р. Шумана, Г. Форе, Г. Малера, Ф. Пуленка, Дж. Гершвина и др.
Также в репертуаре певца народные и неаполитанские песни, городские романсы, классика советской и западной эстрады, песни из репертуара И. Кобзона, М. Магомаева, Ф. Сенара, М. Ланца; песни А. Пахмутовой, А. Бабаджаняна, И. Дунаевского, Д.Тухманова и других композиторов.

## Награды и премии
- 2008 г. — награждён знаком отличия Сербского Патриархата.
- 2013 г. — кавалер Серебряного ордена «Миротворец»[27] и медалью «20 лет Московской областной Думе».
- 2014 г. — Советом по общественным наградам награждён орденом «За службу Отечеству» II степени[28].
- 2015 г. — Русской Православной Церковью награждён юбилейной медалью «1000-летие преставления святого равноапостольного князя Владимира».
- В 2016 году награждён Благодарностью Министра культуры РФ[29].
- Награждён Грамотами и Благодарственными письмами, в том числе от Профсоюзного комитета Администрации Президента РФ, Московской областной думы, Академии ФСБ, Военной академии Генерального штаба Вооруженных сил РФ.

## Записи на CD
- «Rachmaninov: Monna Vanna (Act 1) & Songs», Ondine Records, June 2014, дирижёр В. Ашкенази — партия Гвидо[30]